# Manifest IFLA a UNESCO o veřejných knihovnách
Manifest IFLA a UNESCO o veřejných knihovnách je dokument, který schválila Organizace OSN pro vzdělání, vědu a kulturu (UNESCO) v roce 1949. Nová aktualizovaná verze vyšla 18. července 2022. Nová verze se zabývá změnami ve společnosti a technologiích, tak aby bylo zajištěno, že manifest bude nadále odrážet realitu a poslání veřejných knihoven.

## Historie
Knihovnické prostředí se s dobou výrazně proměňuje, proto Mezinárodní federace knihovnických asociací a institucí (zkráceně IFLA ) v roce 2020 zahájila proces revize a aktualizace textu manifestu. V tomto roce IFLA připravila dotazník, dostupný ve čtrnácti jazycích včetně angličtiny a češtiny, který následně vyplnilo více než 750 respondentů. Českým knihovníkům byla možnost zapojit se do šetření prostřednictvím elektronických konferencí Svazu knihovníků a informačních pracovníků České republiky ( zkráceně SKIP).
Výsledky aktualizace byly slavnostně představeny na 87. Světovém knihovnickém a informačním kongresu, který IFLA pořádala ve dnech 26.–29. července 2022 v irském Dublinu. Český překlad manifestu byl připraven v srpnu 2022.

## Principy manifestu
Manifest IFLA a UNESCO o veřejných knihovnách prohlašuje, že veřejné knihovny jsou živou silou, které podporují informace, začleňování, vzdělávání a také kulturu. Dokument dále uvádí, že veřejné knihovny jsou nezbytným faktorem udržitelného rozvoje, duchovního blahobytu a individuálního naplnění míru pomocí úsilí všech jednotlivců.
Knihovny v každé zemi pomáhají zajistit, aby práva zaměřující se na vzdělání, účast ve společnosti a na kulturním životě komunity byla dostupná všem bez rozdílu. UNESCO proto vyzývá všechny země, aby podporovaly veřejné knihovny a aktivně se zapojovaly do jejich rozvoje.
- Financování – přístup do veřejných knihoven a k jejím službám by měl být ve své podstatě bezplatný. Veřejné knihovny musí být financovány ze státních a místních zdrojů.

- Legislativa –  týká se duševního vlastnictví a autorských práv, ty musí veřejným knihovnám zajistit stejné příležitosti k přístupu digitálnímu obsahu jako je tomu u tradičních zdrojů.

- Síť veřejných knihoven – na základě dohodnutých standardů služeb musí strategické plány podporovat celostátní síť knihoven. Síť veřejných knihoven musí být propojena s národní knihovnou, regionálními (krajskými), vědeckými, školními i vysokoškolskými knihovnami.

- Služby knihoven – služby musí být ve fyzické nebo digitální podobě přístupné všem členům komunity. Proto je důležité vhodné umístění knihovny, správné vybavení, dobré zázemí pro studium a čtení, dostatečné technické vybavení a vhodnou provozní dobu pro uživatele knihovny. Služby by měly být přizpůsobeny potřebám jednotlivých uživatelů. Může se jednat o potřeby uživatelů ohrožených sociálním vyloučením, se speciálními potřebami, hovořící více jazyky či původním uživatelům v rámci komunity. Aby byly zajištěny adekvátní služby, jsou důležité dostatečné materiální a lidské zdroje a odborné průběžné vzdělávání knihovníka.

## Poslání veřejné knihovny
Manifest o veřejných knihovnách z roku 1994 uvádí 12 klíčových poslání souvisejících s kulturou, vzděláním, gramotností a informacemi.
Aktuální verze z roku 2022 obsahuje 11 klíčových úloh, které přispívají k naplňování cílů udržitelného rozvoje a k budování spravedlivější, humánnější a udržitelnější společnosti:
1. poskytovat lidem ve všech životních etapách přístup k široké škále informací a myšlenek bez cenzury, podporovat formální a neformální vzdělávání na všech úrovních i celoživotní učení
2. poskytovat příležitosti k osobnímu tvůrčímu rozvoji a podněcovat představivost, kreativitu, zvídavost a empatii;
3. vytvářet a upevňovat čtenářské návyky dětí od jejich narození do dospělosti;
4. iniciovat a podporovat účast všech lidi různých věkových kategorií na činnostech a programech zaměřených na čtenářskou gramotnost s cílem vytvářet čtenářské dovednosti i dovednost psaní a napomáhat rozvoji mediální, informační a digitální gramotnosti za účelem vytváření informované demokratické společnosti;
5. poskytovat své komunitě, kdykoliv je to možné, služby jak osobně, tak na dálku prostřednictvím digitálních technologií umožňujících přístup k informacím, fondům a programům;
6. zajišťovat všem lidem přístup ke všem druhům komunitních informací a příležitostem pro sdružování v místě, a to s ohledem na podstatnou úlohu knihovny ve společnosti;
7. poskytovat svým komunitám přístup k vědeckým poznatkům, např. výsledkům výzkumu a informacím o zdraví, které mohou ovlivnit životy příjemců těchto informací, a rovněž umožnit účast na vědeckém pokroku;
8. poskytovat adekvátní informační služby místním podnikům, sdružením a zájmovým skupinám;
9. zachovat a umožnit přístup k údajům, poznatkům a dědictví, které se týkají místa i původních obyvatel (včetně ústní tradice), nabídnout prostředí, jež umožní místní komunitě převzít aktivní roli při identifikaci obsahu, který má být zachycen, uchován a sdílen v souladu s přáním komunity;
10. podporovat mezikulturní dialog a napomáhat kulturní rozmanitosti;
11. podporovat uchování a přístup ke kulturnímu dědictví a umožnit otevřený přístup k vědeckým poznatkům, k výzkumu a inovacím, jak jsou vyjádřeny v tradičních nebo digitálních a digitalizovaných dokumentech.[1]